# Alkejevói járás

Az Alkejevói járás Tatárföldön

Az Alkejevói járás (oroszul Алькеевский район, tatárul Әлки районы) Oroszország egyik járása Tatárföldön. Székhelye Bazarnije Mataki.

## Népesség
- 1989-ben 23 031 lakosa volt.
- 2002-ben 22 059 lakosa volt.
- 2010-ben 19 991 lakosa volt, melyből 12 829 tatár, 3 829 csuvas, 3 143 orosz, 14 ukrán, 10 mari, 8 mordvin, 7 baskír, 4 udmurt.